# Синановића Луке
Синановића Луке (раније Синановићи) је насеље у општини Рожаје у Црној Гори. Према попису из 2011. било је 293 становника (према попису из 2003. било је 312 становника).

## Демографија
У насељу Синановићи живи 196 пунолетних становника, а просечна старост становништва износи 29,8 година (29,4 код мушкараца и 30,2 код жена). У насељу има 65 домаћинстава, а просечан број чланова по домаћинству је 4,80.
Ово насеље је углавном насељено Бошњацима (према попису из 2003. године), а у последња три пописа, примећен је пад у броју становника.
|  |

| Демографија | Демографија | Демографија |
| Година      | Становника  | Становника  |
| ----------- | ----------- | ----------- |
|             |             |             |
|             |             |             |
|             |             |             |
|             |             |             |
| 1948.       | 180         |             |
| 1953.       | 351         |             |
| 1961.       | 473         |             |
| 1971.       | 347         |             |
| 1981.       | 388         |             |
| 1991.       | 362         | 349         |
| 2003.       | 475         | 312         |
| 2011.       |             | 293         |

| Национални састав према попису из 2003.‍ | Национални састав према попису из 2003.‍ | Национални састав према попису из 2003.‍ | Национални састав према попису из 2003.‍ | Национални састав према попису из 2003.‍ |
| --------------------------------------- | --------------------------------------- | --------------------------------------- | --------------------------------------- | --------------------------------------- |
|                                         |                                         |                                         |                                         |                                         |
| Бошњаци                                 | Бошњаци                                 |                                         | 245                                     | 78,52%                                  |
| Срби                                    | Срби                                    |                                         | 32                                      | 10,25%                                  |
| Муслимани                               | Муслимани                               |                                         | 25                                      | 8,01%                                   |
| Црногорци                               | Црногорци                               |                                         | 9                                       | 2,88%                                   |

| Национални састав према попису из 2011.‍ | Национални састав према попису из 2011.‍ | Национални састав према попису из 2011.‍ | Национални састав према попису из 2011.‍ | Национални састав према попису из 2011.‍ |
| --------------------------------------- | --------------------------------------- | --------------------------------------- | --------------------------------------- | --------------------------------------- |
|                                         |                                         |                                         |                                         |                                         |
| Бошњаци                                 | Бошњаци                                 |                                         | 212                                     | 72,35%                                  |
| Муслимани                               | Муслимани                               |                                         | 47                                      | 16,04%                                  |
| Срби                                    | Срби                                    |                                         | 33                                      | 11,26%                                  |

| Година пописа     | 1948. | 1953. | 1961. | 1971. | 1981. | 1991. | 2003. |
| ----------------- | ----- | ----- | ----- | ----- | ----- | ----- | ----- |
| Број домаћинстава | 31    | 48    | 65    | 53    | 53    | 63    | 82    |

| Број чланова      | 1  | 2 | 3 | 4 | 5 | 6  | 7  | 8  | 9 | 10 и више | Просек |
| ----------------- | -- | - | - | - | - | -- | -- | -- | - | --------- | ------ |
| Број домаћинстава | 65 | 8 | 4 | 8 | 7 | 11 | 10 | 10 | 4 | 3         | 0      |

| Пол    | Укупно | Неожењен/Неудата | Ожењен/Удата | Удовац/Удовица | Разведен/Разведена | Непознато |
| ------ | ------ | ---------------- | ------------ | -------------- | ------------------ | --------- |
| Мушки  | 115    | 52               | 56           | 4              | 3                  | 0         |
| Женски | 103    | 29               | 60           | 12             | 2                  | 0         |
| УКУПНО | 218    | 81               | 116          | 16             | 5                  | 0         |

| Пол    | Укупно                    | Пољопривреда, лов и шумарство | Рибарство                            | Вађење руде и камена | Прерађивачка индустрија       |
| ------ | ------------------------- | ----------------------------- | ------------------------------------ | -------------------- | ----------------------------- |
| Мушки  | 50                        | 24                            | 0                                    | 0                    | 7                             |
| Женски | 19                        | 14                            | 0                                    | 0                    | 0                             |
| УКУПНО | 69                        | 38                            | 0                                    | 0                    | 7                             |
| Пол    | Производња и снабдевање   | Грађевинарство                | Трговина                             | Хотели и ресторани   | Саобраћај, складиштење и везе |
| Мушки  | 0                         | 0                             | 3                                    | 0                    | 4                             |
| Женски | 0                         | 0                             | 1                                    | 0                    | 0                             |
| УКУПНО | 0                         | 0                             | 4                                    | 0                    | 4                             |
| Пол    | Финансијско посредовање   | Некретнине                    | Државна управа и одбрана             | Образовање           | Здравствени и социјални рад   |
| Мушки  | 0                         | 0                             | 5                                    | 5                    | 0                             |
| Женски | 0                         | 0                             | 0                                    | 1                    | 0                             |
| УКУПНО | 0                         | 0                             | 5                                    | 6                    | 0                             |
| Пол    | Остале услужне активности | Приватна домаћинства          | Екстериторијалне организације и тела | Непознато            | Непознато                     |
| Мушки  | 0                         | 0                             | 0                                    | 2                    | 2                             |
| Женски | 0                         | 0                             | 0                                    | 3                    | 3                             |
| УКУПНО | 0                         | 0                             | 0                                    | 5                    | 5                             |